# 索托伊尔蒙特
索托伊尔蒙特（義大利語：Sotto il Monte，意为“在山下”），官方名称为若望二十三世索托伊尔蒙特（義大利語：Sotto il Monte Giovanni XXIII），是意大利贝加莫省的一个市镇。总面积5.12平方公里，人口4118人，人口密度804.3人/平方公里（2009年）。国家统计（ISTAT）代码为016203。